# Lemko
Lemko é um grupo étnico de ucranianos estabelecidos no noroeste dos Cárpatos, tendo dialeto e cultura únicos.
Até 1945 as povoações estavam distribuídas na área limitada pelo rio Poprad, a oeste, e pelo vale do rio Oslawa, a leste.

## Nome e auto-descrição
O nome deriva do uso comum de uma expressão idiomática, lem, que significa mas ou somente ou como. No passado, lemko era a descrição dada a esse povo pelos seus vizinhos orientais - os boykos e os hutsuls, que apesar de falar um dialeto similar ao dialeto lemko, não usam a expressão lem. Anteriormente, os lemkos se autodescreviam como rusiny ou rusnaky. No começo do século XX, muitos, mas não todos os lemkos na Polônia aceitaram a mudança de nome de sua identidade nacional de russino, ou ruteno, para o termo mais moderno, ucraniano. O fenômeno foi menos comum na Eslováquia. Após a Segunda Guerra Mundial, foi determinado que gradativamente que se chamasse esse povo não de russinos (ou rutenos), mas de ucranianos porque era um exemplo na União Soviética. Na União Soviética, ninguém falava de russinos: eles eram somente ucranianos. Tem havido tensões entre membros das minorias de ucranianos e russinos que vivem na Eslováquia desde a década de 1950.

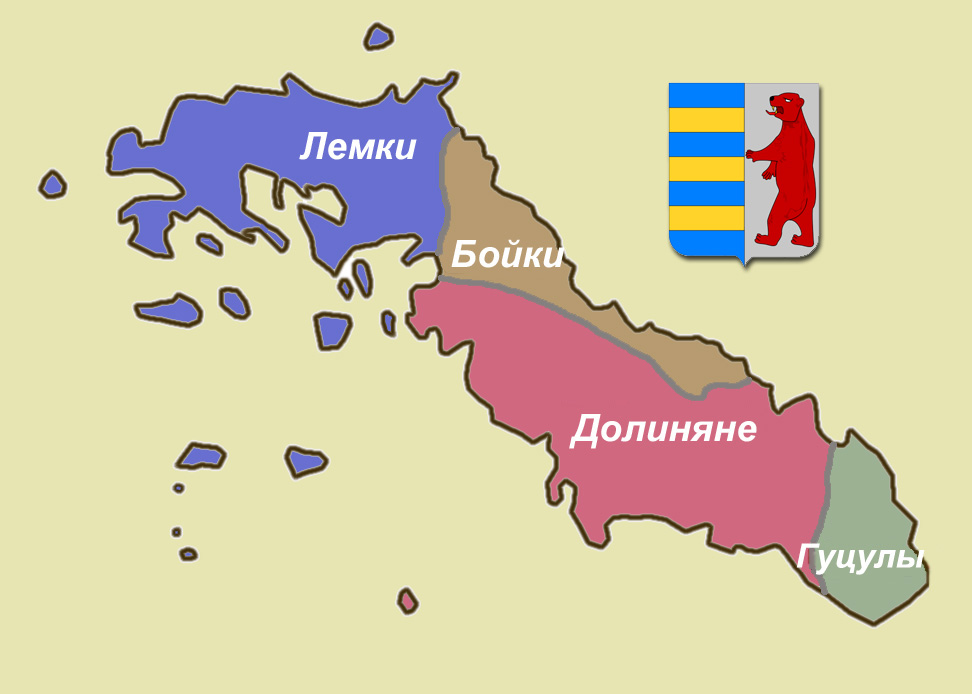
Mapa étnico dos ucranianos dos Cárpatos (ou russinos, segundo outras versões): lemkos (azul), boykos (castanho), dolinianos (cor-de-rosa) e hutsuls (verde claro), na fronteira entre Ucrânia, Roménía, Hungria, Eslováquia e Polónia.

## Lemkivshchyna
A terra dos lemkos (lemki), chamada às vezes "Lemkovyna", "Lemkivshchyna," or "Łemkowszczyzna", inclui as altas elevações dos Cárpatos na atual Polônia, estendendo-se em torno do rio Poprad a oeste, e a leste até a região em torno de Sanok (cidade do sul da Polônia). As latitudes correspondentes das montanhas adjacentes da moderna Eslováquia são também incluídas por alguns na descrição das terras dos lemkos.

## Dialeto
O dialeto lemko é considerado por muitos linguistas como sendo o dialeto mais ocidental do ucraniano. O falar lemko, no entanto, inclui padrões compatíveis com as línguas polonesa e eslovaca, e talvez deva ser identificado como um dialeto transicional entre essas duas línguas (alguns até consideram o dialeto falado na Eslováquia oriental como sendo um dialeto do eslovaco). Além disso, o vocabulário do dialeto lemko é influenciado pelo romeno, como também por outros dialetos dos Cárpatos.
No final do século XX, alguns lemkos, principalmente os emigrantes da região do lado sul dos Cárpatos onde hoje é território eslovaco, começaram um esforço no sentido de codificar e padronizar uma gramática para o falar local, sob a designação de "Lemko" ou "Ruteno-Rusyn".

## História

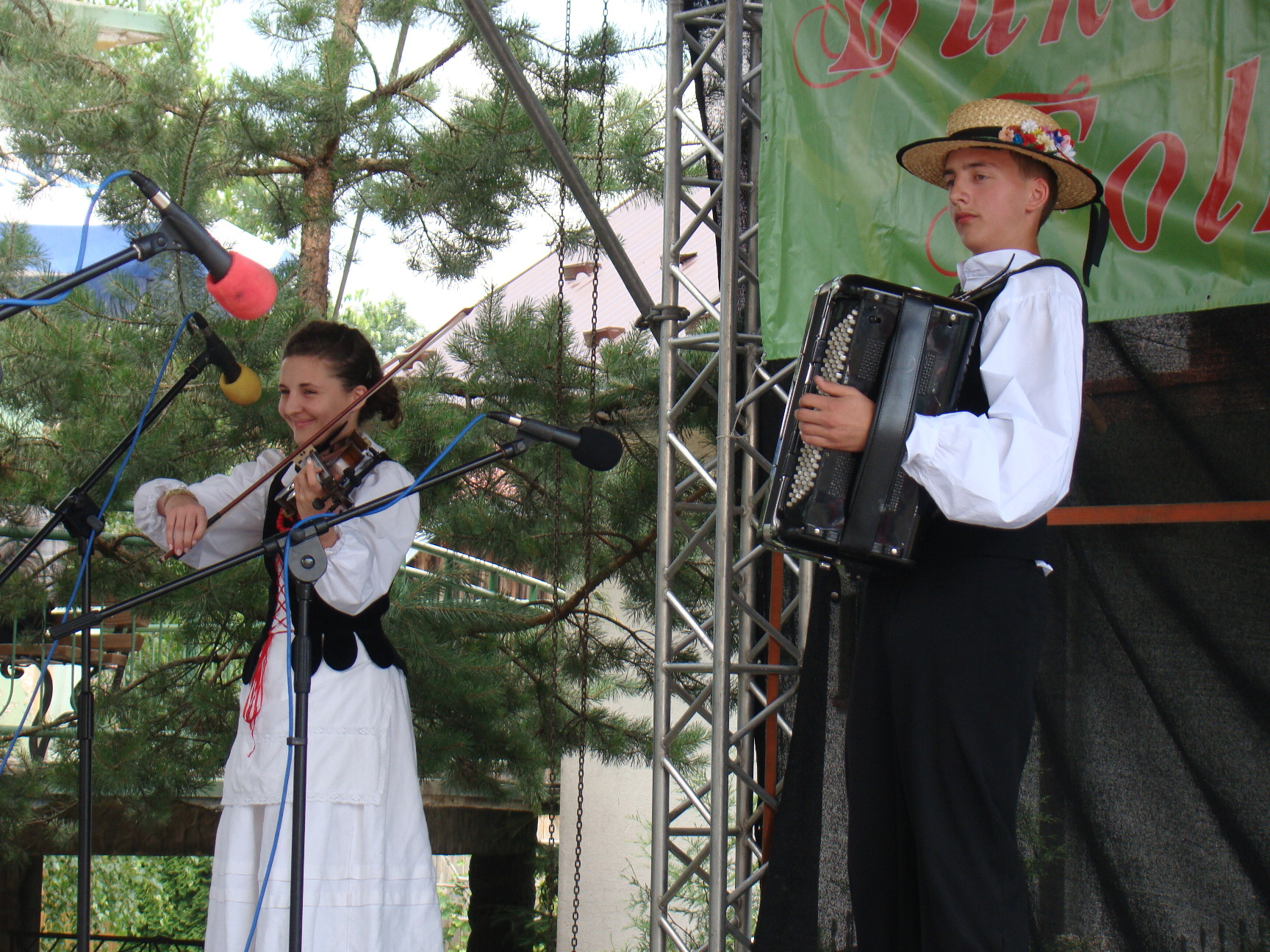
Dueto musical lemko

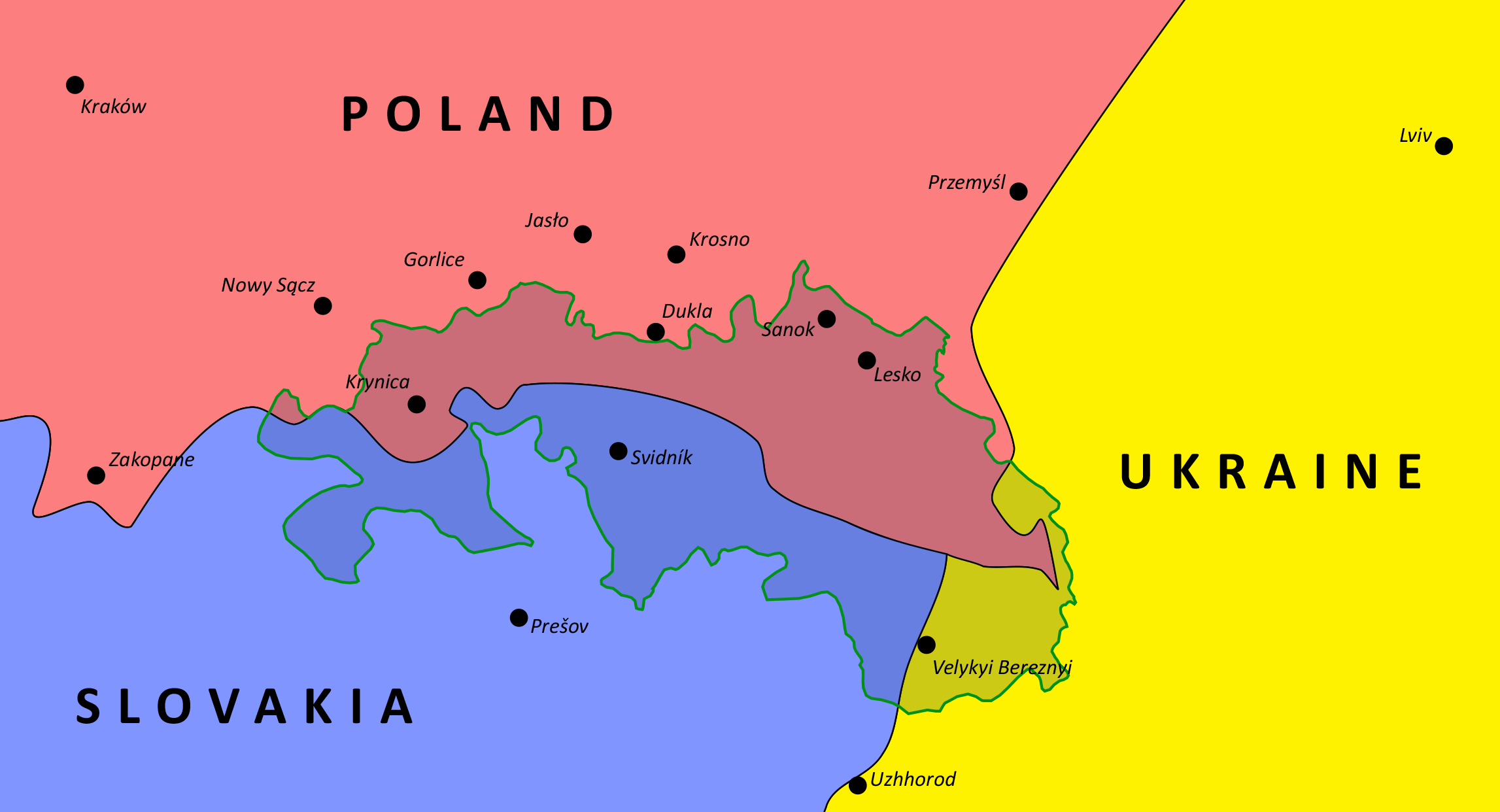
Mapa da região de Lemko

Os lemkos são vestígios dos colonos valáquios e russinos que chegaram à região mais tarde habitada pelos lemkos no século XIV. Após os valáquios terem assimilado o dialeto romeno, este foi substituído pelo ruteno. No entanto, os dialetos romenos influenciaram fortemente o dialeto eslavo doa lemkos. Também a cultura material dos lemkos possui uma clara semelhança com a cultura do interior da Romênia.
A região, parte da Áustria-Hungria até 1918, foi local da República Lemko separada da Áustria-Hungria. Foi renomeada República Lemko-Rusyn (Ruska Lemkivska) no ano seguinte. Após um período de transição foi incorporada à Polônia em 1920.
Em 1939, cerca de 130 000 a 140 000 lemkos por transferência populacional forçada, primeiro para a União Soviética (cerca de 90 000) e depois para as novas terras ocidentais adquiridas pela Polônia na campanha do final da década de 1940 (cerca de 35 000). Uma minoria retornou desde então.